# The Ashes 1912
Il The Ashes 1912 è la 22ª edizione del prestigioso The Ashes di cricket. La serie di 3 partite si è disputata in Inghilterra tra il 24 giugno 1912 e il 22 agosto 1912 nelle città di Londra (al Lord's la prima partita e al The Oval la terza) e Manchester. Questa edizione è anomala in quanto facente parte del Triangolare di cricket del 1912, dopo questa edizione ci sarà un vuoto di 8 anni dovuto alla prima guerra mondiale.
La selezione inglese riuscì a vincere il triangolare imbattuta e a conservare il trofeo sconfiggendo per 1-0 (con due patte) la selezione australiana.

## Il triangolare
Nel 1909 l'Imperial Cricket Council approvò la proposta di far giocare un torneo triangolare tra Australia, Inghilterra e Sudafrica (le uniche 3 nazioni a godere del Test status all'epoca) ogni quattro anni, venne anche stabilito che il primo torneo si sarebbe tenuto in Inghilterra nel 1912. Per conferire prestigio alla manifestazione e per aumentare l'interesse del pubblico venne deciso anche che le 3 partite tra Australia e Inghilterra sarebbero state considerate come una serie del trofeo The Ashes, nonostante appena 5 mesi prima si fosse conclusa una serie ufficiale.
Il torneo triangolare si disputò tra il 27 maggio e il 28 agosto e non ottenne il successo che l'ICC sperava a causa delle pesanti piogge, della lunghezza della manifestazione e della mancanza di partecipazione dei tifosi delle squadre ospiti e per questo non ne furono disputate altre edizioni.

## Partite valide per ilThe Ashes

### Test 1: Londra, 24-26 giugno 1912
| Data              | Luogo                                     |             |           | Risultato |
| ----------------- | ----------------------------------------- | ----------- | --------- | --------- |
| 24-26 giugno 1912 | Lord's Cricket Ground Londra, Inghilterra | Inghilterra | Australia | DRAW      |

| Innings | In battuta  | Al lancio   | Risultato           | Note                   |
| ------- | ----------- | ----------- | ------------------- | ---------------------- |
| I       | Inghilterra | Australia   | 310/7 (90 overs)    | Dichiarazione          |
| II      | Australia   | Inghilterra | 282/7 (127.2 overs) | Interrotto per pioggia |
| III     | Inghilterra | Australia   | Non disputato       | Cancellato per pioggia |
| IV      | Australia   | Inghilterra | Non disputato       | Cancellato per pioggia |

### Test 2: Manchester, 29-30 luglio 1912
| Data              | Luogo                                               |             |           | Risultato |
| ----------------- | --------------------------------------------------- | ----------- | --------- | --------- |
| 29-30 luglio 1912 | Old Trafford Cricket Ground Manchester, Inghilterra | Inghilterra | Australia | DRAW      |

| Innings | In battuta  | Al lancio   | Risultato                | Note                   |
| ------- | ----------- | ----------- | ------------------------ | ---------------------- |
| I       | Inghilterra | Australia   | 203/all out (93.5 overs) |                        |
| II      | Australia   | Inghilterra | 14/0 (13 overs)          | Interrotto per pioggia |
| III     | Inghilterra | Australia   | Non disputato            | Cancellato per pioggia |
| IV      | Australia   | Inghilterra | Non disputato            | Cancellato per pioggia |

### Test 3: Londra, 19-22 agosto 1912
| Data              | Luogo                        |             |           | Risultato                                |
| ----------------- | ---------------------------- | ----------- | --------- | ---------------------------------------- |
| 19-22 agosto 1912 | The Oval Londra, Inghilterra | Inghilterra | Australia | ENG vince di 244 runs ENG VINCE LA SERIE |

| Innings | In battuta  | Al lancio   | Risultato                 | Note |
| ------- | ----------- | ----------- | ------------------------- | ---- |
| I       | Inghilterra | Australia   | 245/all out (114.1 overs) |      |
| II      | Australia   | Inghilterra | 111/all out (54.4 overs)  |      |
| III     | Inghilterra | Australia   | 175/all out (86.4 overs)  |      |
| IV      | Australia   | Inghilterra | 65/all out (22.4 overs)   |      |